# وروهية
الوروهية (الاسم العلمي:Werauhia) هي جنس من النبات يتبع الفصيلة البروميلية من رتبة القبئيات. سمي هذا الجنس نسبة لعالم النبات الألماني ورنر راوه (1913-2000). بناء على الأدلة الجزيئية، عدد من الأنواع المصنفة من هذا الجنس سابقاً تم نقلها لأجناس بروميلية أخرى خصوصاً الفريسية (الاسم العلمي:Vriesea) والتيلندسية (الاسم العلمي:Tillandsia).